# Gauriaguet

Gauriaguet este o comună în departamentul Gironde din sud-vestul Franței. În 2009 avea o populație de 1.131 de locuitori.

## Evoluția populației
| An        | 1975 | 1982 | 1990 | 1999 | 2006  | 2009  |
| --------- | ---- | ---- | ---- | ---- | ----- | ----- |
| Populație | 445  | 645  | 898  | 942  | 1.036 | 1.131 |